# Atractotomus quercicola
Atractotomus quercicola är en insektsart som beskrevs av Stonedahl 1990. Atractotomus quercicola ingår i släktet Atractotomus och familjen ängsskinnbaggar. Inga underarter finns listade i Catalogue of Life.